# Le Gué-de-Velluire
Le Gué-de-Velluire és un municipi francès situat al departament de Vendée i a la regió de País del Loira. L'any 2007 tenia 513 habitants.

## Demografia

### Població
El 2007 la població de fet de Le Gué-de-Velluire era de 513 persones. Hi havia 214 famílies de les quals 60 eren unipersonals (34 homes vivint sols i 26 dones vivint soles), 75 parelles sense fills, 64 parelles amb fills i 15 famílies monoparentals amb fills.
La població ha evolucionat segons el següent gràfic:
Habitants censats

### Habitatges
El 2007 hi havia 267 habitatges, 221 eren l'habitatge principal de la família, 31 eren segones residències i 16 estaven desocupats. 254 eren cases i 10 eren apartaments. Dels 221 habitatges principals, 168 estaven ocupats pels seus propietaris, 50 estaven llogats i ocupats pels llogaters i 3 estaven cedits a títol gratuït; 3 tenien una cambra, 3 en tenien dues, 32 en tenien tres, 58 en tenien quatre i 124 en tenien cinc o més. 165 habitatges disposaven pel capbaix d'una plaça de pàrquing. A 107 habitatges hi havia un automòbil i a 94 n'hi havia dos o més.

### Piràmide de població
La piràmide de població per edats i sexe el 2009 era:
| Homes | Edats   | Dones |
| ----- | ------- | ----- |
| 0     | 95 o +  | 0     |
| 4     | 90 a 94 | 0     |
| 0     | 85 a 89 | 8     |
| 0     | 80 a 84 | 0     |
| 4     | 75 a 79 | 8     |
| 16    | 70 a 74 | 24    |
| 20    | 65 a 69 | 12    |
| 16    | 60 a 64 | 12    |
| 8     | 55 a 59 | 8     |
| 28    | 50 a 54 | 12    |
| 24    | 45 a 49 | 24    |
| 20    | 40 a 44 | 12    |
| 16    | 35 a 39 | 16    |
| 16    | 30 a 34 | 8     |
| 12    | 25 a 29 | 16    |
| 4     | 20 a 24 | 8     |
| 12    | 15 a 19 | 12    |
| 8     | 10 a 14 | 20    |
| 16    | 5 a 9   | 12    |
| 12    | 0 a 4   | 8     |

## Economia
El 2007 la població en edat de treballar era de 317 persones, 231 eren actives i 86 eren inactives. De les 231 persones actives 206 estaven ocupades (120 homes i 86 dones) i 25 estaven aturades (10 homes i 15 dones). De les 86 persones inactives 37 estaven jubilades, 20 estaven estudiant i 29 estaven classificades com a «altres inactius».

### Ingressos
El 2009 a Le Gué-de-Velluire hi havia 226 unitats fiscals que integraven 540,5 persones, la mediana anual d'ingressos fiscals per persona era de 16.560 €.

### Activitats econòmiques
Dels 11 establiments que hi havia el 2007, 1 era d'una empresa alimentària, 1 d'una empresa de fabricació d'altres productes industrials, 1 d'una empresa de construcció, 3 d'empreses de comerç i reparació d'automòbils, 1 d'una empresa d'hostatgeria i restauració, 1 d'una empresa de serveis, 2 d'entitats de l'administració pública i 1 d'una empresa classificada com a «altres activitats de serveis».
L'únic servei als particulars que hi havia el 2009 era una empresa de construcció.
Dels 2 establiments comercials que hi havia el 2009, 1 era una fleca i 1 una floristeria.
L'any 2000 a Le Gué-de-Velluire hi havia 12 explotacions agrícoles que ocupaven un total de 812 hectàrees.

## Equipaments sanitaris i escolars
El 2009 hi havia una escola elemental integrada dins d'un grup escolar amb les comunes properes formant una escola dispersa.

## Poblacions més properes
El següent diagrama mostra les poblacions més properes.